# Municipio de Santiago Tlazoyaltepec
El municipio de Santiago Tlazoyaltepec (en náhuatl: tlacoyahua ‘espacioso’, altepetl ‘'pueblo’; 'Pueblo espacioso') es un municipio de 4,662 habitantes situado en el Distrito de Etla, Oaxaca, México.

## Demografía
En el municipio habitan 4,662 personas, de las cuales, 87% hablan una lengua indígena. El municipio es principalmente rural y tiene un alto índice de marginación.

### Localidades
En el municipio se encuentran los siguientes poblados:
| Localidad                  | Población (2010) |
| -------------------------- | ---------------- |
| Santiago Tlazoyaltepec     | 402              |
| Loma de Águila             | 241              |
| El Portezuelo              | 239              |
| Cerro de Águila            | 225              |
| Buena Vista                | 214              |
| Loma Larga                 | 198              |
| El Gachupín                | 182              |
| Loma Corazón               | 144              |
| Loma de Jícara             | 137              |
| Tierra Caliente            | 132              |
| Cañada de Yukcimil         | 129              |
| Llano Grande               | 121              |
| Tierra Colorada            | 114              |
| Loma de Manzanita          | 112              |
| El Surco                   | 91               |
| Loma de Zacatón            | 87               |
| Río de Milpa               | 86               |
| Loma de Comadreja          | 85               |
| Santa Rita                 | 82               |
| Loma Blanca                | 80               |
| Loma Redonda               | 79               |
| La Plazuela                | 78               |
| Agua Fría                  | 69               |
| Loma de Dolor              | 69               |
| Loma de Cebolla            | 66               |
| Loma de Yukcimil           | 64               |
| Loma Cerezal               | 63               |
| Campo de Aviación          | 63               |
| Loma de Ocotal             | 62               |
| Cañada de Curva            | 61               |
| Loma Mecate                | 59               |
| La Unión                   | 58               |
| La Lobera                  | 57               |
| Loma de Topil              | 53               |
| La Guacamaya               | 52               |
| El Columpio                | 52               |
| Cañada de Ceniza           | 51               |
| Loma Honda                 | 51               |
| Cañada de Hielo            | 48               |
| Loma de Buena Vista        | 48               |
| Rancho Anonal              | 47               |
| Cañada de Hierba Santa     | 45               |
| Loma de Leña               | 43               |
| Loma de las Flores         | 42               |
| Ladera de Coco             | 38               |
| Ciénega de Tierra Colorada | 33               |
| Cañada de Timbre           | 33               |
| Loma Blanca                | 33               |
| El Ocotal                  | 33               |
| Río San Juan               | 32               |
| Cuatro Caminos             | 29               |
| Mogote de Nido             | 28               |
| Loma Delgada               | 28               |
| Ciénega de Corral          | 25               |
| Cañada Hoja Mano de León   | 19               |
| Río de Hielo               | 17               |
| Río de Chicle              | 16               |
| Loma de Culebrón           | 13               |
| Loma de Coyote             | 9                |